# 전용권
전용권(全勇權, 1961년 4월 12일 ~ )은 전 한국 프로 야구 삼성 라이온즈의 선수이다. 1984년 한국프로야구 신인 드래프트에서 삼성 라이온즈의 1차 지명을 받고 입단하였으나 방위병 복무 등 여러 가지 사정 때문에 이렇다할 성과를 얻지 못했으며 1988년 11월 23일 본인(전용권)과 김시진(이상 삼성) 등 4명, 최동원 오명록 (이상 롯데) 등이 포함된 대형 트레이드를 통해 롯데 유니폼을 입었는데 이적 2년째인 1990년 선발로만 2승을 거두었을 뿐 역시 이렇다할 성과를 보이지 못하자 1991년을 끝으로 은퇴했다.